# قائمة حلقات دراغون بول
دراغون بول (ドラゴンボール دُوراگون بورو، حرفيًا "كُرَةُ التِّنِين") هِي سلسلة مانغا اِبتكرها أكيرا تورياما. المانغا الأصلية كتبها ورسمها تورياما ونُشرت في شونن جمب الأسبوعية من 1984م حتَّى 1995م، وتحتوي 519 فصل و42 مجلد تانكوبون وتنشرها شوئيشا. دراغون بول مستوحاة من الرواية الصينية التقليدية رحلة إلى الغرب. تحكي القصة عن مغامرات سون غوكو منذ طفولته حتى بلوغه بينما يتمرن على الفنون القتالية ويستكشف العالم باحثًا الأجرام السماوية السبعة المُسماة بكرات التنين والَّتي تستدعي تنين يمنح الأمنيات عند جمعها. أثناء رحلته، يُصادق غوكو العديد من الأصدقاء ويحارب مجموعة متنوعة من الأشرار، كثير منهم يسعون إلى كرات التنين أيضًا.

## نظرة عامة
| المواسم | المواسم       | الحلقات | قصة الموسم                | عدد الحلقات | تاريخ البث     | تاريخ البث     |
| المواسم | المواسم       | الحلقات | قصة الموسم                | عدد الحلقات | بداية العرض    | نهاية العرض    |
| ------- | ------------- | ------- | ------------------------- | ----------- | -------------- | -------------- |
|         | الموسم الأول  | 1–13    | الإمبراطور بيلاف          | 13          | 26 فبراير 1986 | 21 مايو 1986   |
|         | الموسم الثاني | 14–28   | بطولة التينكايتشي بودوكاي | 15          | 82 مايو 1986   | 3 سبتمبر 1986  |
|         | الموسم الثالث | 29–45   | جيش الشريط الأحمر         | 17          | 10 سبتمبر 1986 | 7 يناير 1987   |
|         | الموسم الرابع | 46–57   | اللواء بلو                | 12          | 14 يناير 1987  | 8 أبريل 1987   |
|         | الموسم الخامس | 58–67   | القائد ريد                | 10          | 15 أبريل 1987  | 1 يوليو 1987   |
|         | الموسم السادس | 68–83   | العرافة بابا              | 16          | 8 يوليو 1987   | 7 أكتوبر 1987  |
|         | الموسم السابع | 84–101  | تينشينهان                 | 18          | 14 أكتوبر 1987 | 17 فبراير 1988 |
|         | الموسم الثامن | 102–122 | بيكولو دايماو             | 21          | 24 فبراير 1988 | 10 أغسطس 1988  |
|         | الموسم التاسع | 123–153 | بيكولو جونيور             | 31          | 17 أغسطس 1988  | 19 أبريل 1989  |
| إجماليًا | إجماليًا       | إجماليًا | إجماليًا                   | 153         | 26 فبراير 1986 | 19 أبريل 1989  |

## الحلقات

### الموسم الأوَّل
| رقم الحلقة | رقم الحلقة | عنوان الحلقة                                                     | تاريخ العرض الأصلي |
| السلسلة    | الموسم     | عنوان الحلقة                                                     | تاريخ العرض الأصلي |
| ---------- | ---------- | ---------------------------------------------------------------- | ------------------ |
| 1          | 1          | «بولُما وسون غوكو‏» (‏ブルマと孫悟空)                               | 26 فبراير 1986     |
| 2          | 2          | «عجبًا! اختفت الكرات!‏» (‏あらららー!タマがない!)                   | 2 مارس 1986        |
| 3          | 3          | «الكيتنو-أون الخاصَّة بناسك السُّلحفاة‏» (‏亀仙人のキント雲)           | 12 مارس 1986       |
| 4          | 4          | «أولونغ، الوحش المُختطِف‏» (‏人さらい妖怪ウーロン)                   | 19 مارس 1986       |
| 5          | 5          | «ياموتشا، لصّ الصَّحراء القويّ والقاسي‏» (‏つよくて悪い砂漠のヤムチャ) | 26 مارس 1986       |
| 6          | 6          | «زُوَّار مُنتصف اللَّيل‏» (‏真夜中の訪問者たち)                          | 2 أبريل 1986       |
| 7          | 7          | «غيوماو من جبل فرايبان‏» (‏フライパン山の牛魔王)                   | 9 أبريل 1986       |
| 8          | 8          | «الكاميهاميها الخاصَّة بناسك السُّلحفاة‏» (‏亀仙人のカメハメ波)        | 16 أبريل 1986      |
| 9          | 9          | «تقنية زعيم الأرانب الخاصَّة‏» (‏うさぎオヤブンの得意技)             | 23 أبريل 1986      |
| 10         | 10         | «الدُّراغُون بُول قد سُرقت!!‏» (‏D.B.うばわれる!!)                      | 30 أبريل 1986      |
| 11         | 11         | «وأخيرًا، ظهور التِّنين!‏» (‏ついに龍あらわる!)                       | 7 مايو 1986        |
| 12         | 12         | «أُمنية لشين لونغ‏» (‏神龍への願い)                                 | 14 مايو 1986       |
| 13         | 13         | «تحوّل غوكو العظيم‏» (‏悟空の大変身)                                | 21 مايو 1986       |

### الموسم الثَّاني
| رقم الحلقة | رقم الحلقة | عنوان الحلقة                                                            | تاريخ العرض الأصلي |
| السلسلة    | الموسم     | عنوان الحلقة                                                            | تاريخ العرض الأصلي |
| ---------- | ---------- | ----------------------------------------------------------------------- | ------------------ |
| 14         | 1          | «منافس غوكو؟ قد ظهر!!‏» (‏悟空のライバル?参上!!)                          | 28 مايو 1986       |
| 15         | 2          | «الفتاة غريبة الأطوار، لانش‏» (‏?な女の子ランチ)                          | 4 يونيو 1986       |
| 16         | 3          | «التَّدريب، صائد الأحجار‏» (‏修業·石さがし)                                 | 11 يونيو 1986      |
| 17         | 4          | «لأجل الحياة! إيصال الحليب‏» (‏命がけ!牛乳はいたつ)                       | 18 يونيو 1986      |
| 18         | 5          | «تدريب ناسك السُّلحفاة الصَّارم‏» (‏亀仙流きつーい修業)                       | 25 يونيو 1986      |
| 19         | 6          | «بداية التّينكايتشي بودوكاي!‏» (‏天下一武道会はじまる!)                    | 2 يوليو 1986       |
| 20         | 7          | «هل ستظهر؟! قوَّة التَّدريب‏» (‏でるか!?修業の威力)                           | 9 يوليو 1986       |
| 21         | 8          | «احذر! كوريرين‏» (‏危うし!クリリン)                                       | 16 يوليو 1986      |
| 22         | 9          | «ياموتشا ضد جاكي تشون‏» (‏ヤムチャVSジャッキーチュン)                     | 23 يوليو 1986      |
| 23         | 10         | «قد ظهر! الخصم الجبَّار، جيران‏» (‏出たーっ!強敵ギラン)                     | 30 يوليو 1986      |
| 24         | 11         | «معركة كوريرين الهجوميَّة والدِّفاعيَّة اليائسة‏» (‏クリリン必死の大攻防戦)     | 6 أغسطس 1986       |
| 25         | 12         | «انهض يا غوكو! التينكي بيكيجي-كين المُفزعة‏» (‏たて悟空!恐るべき天空X字拳) | 13 أغسطس 1986      |
| 26         | 13         | «المباراة الأخيرة! كاميهاميها‏» (‏決勝戦だ!!カメハメ波)                   | 20 أغسطس 1986      |
| 27         | 14         | «أعظم قبضة لغوكو‏» (‏悟空·最大のピンチ)                                   | 27 أغسطس 1986      |
| 28         | 15         | «الاصطدام!! قوَّة ضد قوَّة‏» (‏激突!!パワー対パワー)                          | 3 سبتمبر 1986      |

### الموسم الثَّالث
| رقم الحلقة | رقم الحلقة | عنوان الحلقة                                                  | تاريخ العرض الأصلي |
| السلسلة    | الموسم     | عنوان الحلقة                                                  | تاريخ العرض الأصلي |
| ---------- | ---------- | ------------------------------------------------------------- | ------------------ |
| 29         | 1          | «مغامرة جديدة، البحيرة المُتجولة‏» (‏ふたたび 冒険さまよう湖)    | 10 سبتمبر 1986     |
| 30         | 2          | «بيلاف والجيش الغامض‏» (‏ピラフと謎の軍団)                      | 17 سبتمبر 1986     |
| 31         | 3          | «ما هذا! غوكو مُزيَّف يظهر!!‏» (‏ゲゲ!ニセ悟空出現!!)              | 24 سبتمبر 1986     |
| 32         | 4          | «اختفت؟! القلعة الطائرة في السَّماء‏» (‏消えた!?空とぶ要塞)       | 1 أكتوبر 1986      |
| 33         | 5          | «أسطورة التِّنين‏» (‏龍の伝説)                                    | 8 أكتوبر 1986      |
| 34         | 6          | «الشريط الأحمر عديم الرَّحمة‏» (‏非情のレッドリボン)              | 15 أكتوبر 1986     |
| 35         | 7          | «فتاة الشَّمال سونو‏» (‏北の少女スノ)                             | 22 أكتوبر 1986     |
| 36         | 8          | «رعب الماسل تاور‏» (‏マッスル塔の恐怖)                          | 25 أكتوبر 1986     |
| 37         | 9          | «النِّينجا موراساكي يدخل‏» (‏忍者ムラサキ参上)                    | 5 نوفمبر 1986      |
| 38         | 10         | «مروّع!! تقنية التَّناسخ‏» (‏恐るべし!!分身の術)                   | 12 نوفمبر 1986     |
| 39         | 11         | «الإنسان الآلي الغريب رقم 8‏» (‏謎の人造人間8号)                | 19 نوفمبر 1986     |
| 40         | 12         | «ما العمل يا غوكو!! بيون المُريع‏» (‏どうする悟空!!戦慄のブヨン) | 26 نوفمبر 1986     |
| 41         | 13         | «نهاية ماسل تاور‏» (‏マッスルタワーの最期)                      | 3 ديسمبر 1986      |
| 42         | 14         | «خطر محتمل!! تماسك، ها-تشان‏» (‏危機一髪!!ガンバレ8ちゃん)      | 10 ديسمبر 1986     |
| 43         | 15         | «منزل بُولما في المدينة الغربيَّة‏» (‏西の都のブルマんち)          | 17 ديسمبر 1986     |
| 44         | 16         | «غوكو والأصدقاء وخطر محدق‏» (‏悟空と仲間と危険がいっぱい)       | 24 ديسمبر 1986     |
| 45         | 17         | «احترس! فخ معلّق‏» (‏気をつけろ!空中の罠)                        | 7 يناير 1987       |

### الموسم الرَّابع
| رقم الحلقة | رقم الحلقة | عنوان الحلقة                                                   | تاريخ العرض الأصلي |
| السلسلة    | الموسم     | عنوان الحلقة                                                   | تاريخ العرض الأصلي |
| ---------- | ---------- | -------------------------------------------------------------- | ------------------ |
| 46         | 1          | «فشل بُولما الذَّريع‏» (‏ブルマの大失敗)                            | 14 يناير 1987      |
| 47         | 2          | «منزل السُّلحفاة قد وُجِدَ!!‏» (‏ＫＡＭＥ ＨＯＵＳＥ 発見さる！！)    | 21 يناير 1987      |
| 48         | 3          | «اللّواء بلو يبدأ الهجوم!!‏» (‏ブルー将軍攻撃開始！！)            | 28 يناير 1987      |
| 49         | 4          | «لانش-سان في خطر‏» (‏危うしランチさん)                           | 4 فبراير 1987      |
| 50         | 5          | «فخاخ القراصنة‏» (‏海賊たちのワナ)                               | 11 فبراير 1987     |
| 51         | 6          | «حارس الأمن في قاع المُحيط‏» (‏海底のガードマン)                  | 18 فبراير 1987     |
| 52         | 7          | «فعلناها! لقد عثرنا على الكنز‏» (‏やった! お宝発見)              | 25 فبراير 1987     |
| 53         | 8          | «العينان اللَّتان تشعّان رُعبًا‏» (‏恐怖の光る眼)                     | 4 مارس 1987        |
| 54         | 9          | «اهربوا، اهربوا! الفرار الكبير‏» (‏逃げろや逃げろ!!大脱出)       | 11 مارس 1987       |
| 55         | 10         | «ن-تشا! المُطاردة إلى قرية البطاريق‏» (‏んちゃ! 追ってペンギン村) | 18 مارس 1987       |
| 56         | 11         | «ووهووي! أرالي تركب الغيمة‏» (‏うほほーい!アラレ雲にのる)        | 25 مارس 1987       |
| 57         | 12         | «مواجهة! أرالي ضدّ بلو!‏» (‏対決! アラレVSブルー)                 | 8 أبريل 1987       |

### الموسم الخامس
| رقم الحلقة | رقم الحلقة | عنوان الحلقة                                                           | تاريخ العرض الأصلي |
| السلسلة    | الموسم     | عنوان الحلقة                                                           | تاريخ العرض الأصلي |
| ---------- | ---------- | ---------------------------------------------------------------------- | ------------------ |
| 58         | 1          | «أرض كارين المقدسة والمشؤومة‏» (‏魔境の聖地カリン)                       | 15 أبريل 1987      |
| 59         | 2          | «إنه أعظم مغتال في العالم! تاو باي باي!‏» (‏きた！世界一の殺し屋 “桃白”) | 22 أبريل 1987      |
| 60         | 3          | «تحدي!! الكاميهاميها ضدّ الدُّودُونبَا‏» (‏勝負！！カメハメ波ＶＳどどん波)    | 29 أبريل 1987      |
| 61         | 4          | «كارين-ساما من برج كارين‏» (‏カリン塔のカリン様)                         | 6 مايو 1987        |
| 62         | 5          | «كيف سيكون؟! تأثير مياه الروح الخارقة‏» (‏果して!? 超聖水のききめ)       | 13 مايو 1987       |
| 63         | 6          | «انتقام سون غوكو‏» (‏孫悟空の逆襲)                                       | 20 مايو 1987       |
| 64         | 7          | «نهاية تاو باي باي‏» (‏最後の桃白)                                       | 27 مايو 1987       |
| 65         | 8          | «انطلق يا غوكو! بداية الهجوم‏» (‏ゆけ悟空！突撃開始)                     | 10 يونيو 1987      |
| 66         | 9          | «جيش الشريط الأحمر يقاتل بشكل مستميت‏» (‏レッドリボン軍必死の攻防)       | 17 يونيو 1987      |
| 67         | 10         | «وفاة القائد ريد!!‏» (‏レッド総帥死す！！)                               | 24 يونيو 1987      |

### الموسم السَّادس
| رقم الحلقة | رقم الحلقة | عنوان الحلقة                                                       | تاريخ العرض الأصلي |
| السلسلة    | الموسم     | عنوان الحلقة                                                       | تاريخ العرض الأصلي |
| ---------- | ---------- | ------------------------------------------------------------------ | ------------------ |
| 68         | 1          | «كرة التنين الأخيرة‏» (‏最後のドラゴンボール)                        | 1 يوليو 1987       |
| 69         | 2          | «لطيفة، أليس كذلك؟! العرافة بابا‏» (‏キュートな！？占いババ)         | 8 يوليو 1987       |
| 70         | 3          | «هجوم! نحن المحاربون الخمسة‏» (‏突撃！われら５人の戦士)              | 15 يوليو 1987      |
| 71         | 4          | «قتالٌ دامي ويائس‏» (‏決死の大流血戦)                                 | 22 يوليو 1987      |
| 72         | 5          | «غوكو يتقدم! مرحاض الشيطان‏» (‏悟空見参! 悪魔の便所)                 | 29 يوليو 1987      |
| 73         | 6          | «ما هو شعاع قوَّة الشَّيطان المُميت؟!‏» (‏必殺アクマイト光線とは!?)       | 5 أغسطس 1987       |
| 74         | 7          | «الرَّجل الخامس الغامض‏» (‏なぞの五人目の男)                           | 12 أغسطس 1987      |
| 75         | 8          | «تصادم!! خصوم أقوياء‏» (‏激突！！強敵同志)                           | 19 أغسطس 1987      |
| 76         | 9          | «ما هي هويَّة الرَّجل المقنَّع؟!‏» (‏仮面男の正体は！？)                   | 26 أغسطس 1987      |
| 77         | 10         | «استراتيجية بيلاف العظيمة‏» (‏ピラフの大作戦)                        | 2 سبتمبر 1987      |
| 78         | 11         | «مجدَّدًا، شين لونغ‏» (‏神龍ふたたび)                                   | 9 سبتمبر 1987      |
| 79         | 12         | «جرَّة كينكاغو وغينكاكو آكلة البشر‏» (‏金角·銀角の人食いひょうたん)    | 16 سبتمبر 1987     |
| 80         | 13         | «القتال الإمبراطوري! غوكو ضدّ تين لونغ‏» (‏いざ御前試合!悟空VS天龍)   | 23 سبتمبر 1987     |
| 81         | 14         | «غوكو يزور عالم الشَّياطين‏» (‏悟空·魔界へ行く)                        | 30 سبتمبر 1987     |
| 82         | 15         | «الوحش المفترس، إيونشي كاتشو‏» (‏あばれ怪獣イノシカチョウ)           | 7 أكتوبر 1987      |
| 83         | 16         | «أسرِع يا غوكو! إلى التينكايتشي بودوكاي‏» (‏いそげ悟空! 天下一武道会) | 14 أكتوبر 1987     |

### الموسم السَّابع
| رقم الحلقة | رقم الحلقة | عنوان الحلقة                                                                      | تاريخ العرض الأصلي |
| السلسلة    | الموسم     | عنوان الحلقة                                                                      | تاريخ العرض الأصلي |
| ---------- | ---------- | --------------------------------------------------------------------------------- | ------------------ |
| 84         | 1          | «السعي خلف لقب الأقوى في الفنون القتالية!!‏» (‏めざせ武道天下一！！)                | 21 أكتوبر 1987     |
| 85         | 2          | «سأتجاوزها!! تمهيديَّة النجاة‏» (‏勝ちのこるぞっ!! 予選サバイバル)                    | 28 أكتوبر 1987     |
| 86         | 3          | «حُسِمَ الأمر!! المحاربون الثمانية‏» (‏決定!! 8人の勇者たち)                           | 4 نوفمبر 1987      |
| 87         | 4          | «المواجهة!! ياموتشا ضدّ تينشينهان‏» (‏対決!! ヤムチャVS天津飯)                       | 11 نوفمبر 1987     |
| 88         | 5          | «انطلق يا ياموتشا! تينشينهان المُرعب‏» (‏ゆけヤムチャ!恐るべし天津飯)                | 18 نوفمبر 1987     |
| 89         | 6          | «مُخيف!! حقد اكتمال القمر‏» (‏恐怖!!満月の恨み)                                      | 25 نوفمبر 1987     |
| 90         | 7          | «مـ..ماذا!! دودونبا‏» (‏なななっ!!なんと どどん波)                                  | 2 ديسمبر 1987      |
| 91         | 8          | «العودة!! الخطَّة العظيمة لكوريرين‏» (‏逆転!! クリリンの8でんネ大作戦)                | 9 ديسمبر 1987      |
| 92         | 9          | «وأخيرًا! دخول سون غوكو!!‏» (‏おまたせーっ!孫悟空参上!!)                             | 16 ديسمبر 1987     |
| 93         | 10         | «قوتهم متساوية!! تينشينهان ضدّ جاكي‏» (‏実力伯仲!! 天津飯VSジャッキー)               | 23 ديسمبر 1987     |
| 94         | 11         | «يا للهول!! الأسلوب الجديد لناسك التركي، تايوكين‏» (‏ゲゲゲッ!! 新鶴仙流·太陽拳)    | 30 ديسمبر 1987     |
| 95         | 12         | «قاتلوا!! غوكو ضدّ كوريرين‏» (‏ファイト!! 悟空VSクリリン)                            | 6 يناير 1988       |
| 96         | 13         | «لا تقل لي يا غوكو؟! الاستراتيجية العُظمى لكوريرين‏» (‏まさか悟空!?クリリンの大作戦) | 13 يناير 1988      |
| 97         | 14         | «النهائي!! من سيظفر ببطولة التينكايتشي؟!‏» (‏決勝!! はたして武道天下一は!?)         | 20 يناير 1988      |
| 98         | 15         | «سر الهايكيو-كين ضدّ القوَّة القتاليَّة‏» (‏秘技·排球拳VS戦闘パワー)                     | 27 يناير 1988      |
| 99         | 16         | «امتحان تينشينهان!!‏» (‏天津飯の苦悩!!)                                             | 3 فبراير 1988      |
| 100        | 17         | «الحياة أم الموت؟! الملاذ الأخير‏» (‏生か死か!? 最後の手段)                         | 10 فبراير 1988     |
| 101        | 18         | «نهاية البطولة! وما بعد ذلك...!!‏» (‏武道会終了! そして...!!)                       | 17 فبراير 1988     |

### الموسم الثَّامن
| رقم الحلقة | رقم الحلقة | عنوان الحلقة                                                           | تاريخ العرض الأصلي |
| السلسلة    | الموسم     | عنوان الحلقة                                                           | تاريخ العرض الأصلي |
| ---------- | ---------- | ---------------------------------------------------------------------- | ------------------ |
| 102        | 1          | «موت كوريرين، المؤامرة الفظيعة!!‏» (‏クリリンの死 恐ろしき陰謀！！)      | 24 فبراير 1988     |
| 103        | 2          | «رعب بيكولو دايماو!!‏» (‏ピッコロ大魔王の恐怖！！)                       | 2 مارس 1988        |
| 104        | 3          | «استعِد نشاطك يا سون غوكو!!‏» (‏よみがえれ孫悟空！！)                     | 9 مارس 1988        |
| 105        | 4          | «دخول ياجروبي، الفتى الغريب!!‏» (‏怪男児·ヤジロベー登場！！)             | 16 مارس 1988       |
| 106        | 5          | «الشيطان تمبرين قد أتى!!‏» (‏魔獣·タンバリンがやってくる!!)              | 23 مارس 1988       |
| 107        | 6          | «انفجار غضب سون غوكو!!‏» (‏孫悟空·怒り爆発!!)                            | 6 أبريل 1988       |
| 108        | 7          | «بيكولو دايماو يهبط!!‏» (‏ピッコロ大魔王降り立つ!!)                      | 13 أبريل 1988      |
| 109        | 8          | «سون غوكو ضدّ بيكولو دايماو‏» (‏孫悟空対ピッコロ大魔王)                   | 20 أبريل 1988      |
| 110        | 9          | «ابذل جهدك! يا سون غوكو!!‏» (‏がんばれっ! 孫悟空!!)                      | 4 مايو 1988        |
| 111        | 10         | «المافوبا النهائيَّة لناسك السلحفاة!!‏» (‏亀仙人の最後の魔封波!!)          | 11 مايو 1988       |
| 112        | 11         | «هل سيُصبح بيكولو دايماو شابًّا مرَّةً أخرى؟!‏» (‏若がえるか!? ピッコロ大魔王) | 18 مايو 1988       |
| 113        | 12         | «قصر الملك في حالة الهجوم والدفاع!!‏» (‏キングキャッスルの攻防!!)        | 25 مايو 1988       |
| 114        | 13         | «أمينة غوكو!! وقلق كارين-ساما‏» (‏悟空のねがい!! カリン様もなやむ)       | 1 يونيو 1988       |
| 115        | 14         | «احصل على الماء المقدس الغامض‏» (‏手に入れろ! 謎の超神水)                | 8 يونيو 1988       |
| 116        | 15         | «ناسك السلحفاة على قيد الحياة؟!‏» (‏生きていた亀仙人!?)                  | 22 يونيو 1988      |
| 117        | 16         | «وأخيرًا، سون غوكو يتحرك!!‏» (‏孫悟空ついに発進!!)                        | 29 يونيو 1988      |
| 118        | 17         | «عزيمة تينشينهان!!‏» (‏天津飯の決意!!)                                   | 6 يوليو 1988       |
| 119        | 18         | «هل ستعمل المافوبا الأسطورية؟!‏» (‏きまるか!? 伝説の魔封波)              | 20 يوليو 1988      |
| 120        | 19         | «غوكو، غضب بكامل القوة!!‏» (‏悟空·怒りのフルパワー!!)                    | 27 يوليو 1988      |
| 121        | 20         | «سون غوكو، الأزمة الأخيرة!!‏» (‏孫悟空最大の危機!!)                      | 3 أغسطس 1988       |
| 122        | 21         | «الرهان الأخير!!‏» (‏最後の賭け!!)                                       | 10 أغسطس 1988      |

### الموسم التَّاسع
| رقم الحلقة | رقم الحلقة | عنوان الحلقة                                                               | تاريخ العرض الأصلي |
| السلسلة    | الموسم     | عنوان الحلقة                                                               | تاريخ العرض الأصلي |
| ---------- | ---------- | -------------------------------------------------------------------------- | ------------------ |
| 123        | 1          | «سرّ نيويبو‏» (‏如意棒の秘密)                                                 | 17 أغسطس 1988      |
| 124        | 2          | «معبد أعلى السُّحُب‏» (‏雲の上の神殿)                                           | 24 أغسطس 1988      |
| 125        | 3          | «ظهور كامي-ساما!!‏» (‏神様登場!!)                                            | 31 أغسطس 1988      |
| 126        | 4          | «إعادة إحياء شين لونغ!!‏» (‏よみがえる神龍!!)                                | 14 سبتمبر 1988     |
| 127        | 5          | «أسرع من البرق!!‏» (‏カミナリよりも速く!!)                                   | 21 سبتمبر 1988     |
| 128        | 6          | «هادِئٌ كهُدوءِ السَّماء‏» (‏空のように静かに)                                     | 28 سبتمبر 1988     |
| 129        | 7          | «سفرُ غوكو عبر الزمن‏» (‏時をかける悟空)                                      | 12 أكتوبر 1988     |
| 130        | 8          | «خصم غوكو هو.. غوكو؟!‏» (‏悟空の敵は..悟空!?)                                | 19 أكتوبر 1988     |
| 131        | 9          | «كلٌّ في طريقهِ الخاص‏» (‏それぞれの道をめざして)                               | 26 أكتوبر 1988     |
| 132        | 10         | «أشدُّ حرارة من الحُمَم‏» (‏マグマより熱く)                                      | 2 نوفمبر 1988      |
| 133        | 11         | «لمّ الشَّمل قبيل العاصفة‏» (‏嵐の前の再会)                                     | 9 نوفمبر 1988      |
| 134        | 12         | «التينكايتشي بودوكاي المضطرب‏» (‏波乱の天下一武道会)                         | 16 نوفمبر 1988     |
| 135        | 13         | «الثَّمانية المُختارون‏» (‏選ばれた8人)                                         | 23 نوفمبر 1988     |
| 136        | 14         | «انتقام المُغتال تاو باي باي‏» (‏殺し屋桃白の逆襲)                            | 30 نوفمبر 1988     |
| 137        | 15         | «زفاف سون غوكو‏» (‏孫悟空の結婚)                                             | 7 ديسمبر 1988      |
| 138        | 16         | «شين، الرجل الغامض‏» (‏謎の男·シェン)                                        | 14 ديسمبر 1988     |
| 139        | 17         | «معركة حامية أخرى! غوكو ضدّ تينشينهان‏» (‏激闘ふたたび! 悟空VS天津飯)         | 21 ديسمبر 1988     |
| 140        | 18         | «القوَّة الحقيقيَّة‏» (‏ほんとうの力)                                            | 11 يناير 1989      |
| 141        | 19         | «أربعة من تينشينهان‏» (‏四人の天津飯)                                        | 18 يناير 1989      |
| 142        | 20         | «من الأقوى؟! كامي ضدّ بيكولو دايماو‏» (‏どっちが強い！？神ＶＳピッコロ大魔王) | 25 يناير 1989      |
| 143        | 21         | «مصير العالم على المحك!‏» (‏この世の運命を賭けて!)                           | 1 فبراير 1989      |
| 144        | 22         | «ها هي! الكاميهاميها الهائلة النهائيَّة‏» (‏でた！究極の超カメハメ波)          | 8 فبراير 1989      |
| 145        | 23         | «بيكولو دايماو وتقنية العملاق الخارقة‏» (‏ピッコロ大魔王超巨身術)            | 15 فبراير 1989     |
| 146        | 24         | «فخ سون غوكو‏» (‏孫悟空のワナ)                                               | 22 فبراير 1989     |
| 147        | 25         | «وضع كئيب!!‏» (‏万事休す!!)                                                  | 1 مارس 1989        |
| 148        | 26         | «لقد فعلتها! أقوى رجل على وجه الأرض‏» (‏やった! 地球上最強の男)              | 8 مارس 1989        |
| 149        | 27         | «فستان الزَّفاف بداخل النّيران‏» (‏炎の中のウエディングドレス)                  | 15 مارس 1989       |
| 150        | 28         | «الطائر السحري آكل النّيران‏» (‏幻の火喰い鳥)                                 | 22 مارس 1989       |
| 151        | 29         | «كلّ الفضل لتدريب تشي-تشي كزوجة‏» (‏チチの花嫁修業のおかげです)               | 5 أبريل 1989       |
| 152        | 30         | «اسرع يا غوكو! غموض جبل غوغيو‏» (‏いそげ悟空! 五行山のなぞ)                  | 12 أبريل 1989      |
| 153        | 31         | «ابتهاج جبل فرايبان! قرار لحظي ومُميت‏» (‏燃えるフライパン山! 一瞬の決死行)   | 19 أبريل 1989      |

## انظر أيضًَا
- قائمة حلقات دراغون بول سوبر
- قائمة حلقات دراغون بول كاي

## وصلات خارجية
- (باليابانية)